# Ritratto di Simonetta Vespucci come Cleopatra
Il Ritratto di Simonetta Vespucci come Cleopatra è un dipinto a tempera su tavola (57×42 cm) di Piero di Cosimo, databile dal 1481 al 1492 circa e conservato nel Museo Condé di Chantilly.

## Storia
Simonetta Vespucci, ideale incarnato di bellezza femminile, era la giovane sposa di Marco Vespucci e fu ammirata da tutta Firenze per la sua straordinaria avvenenza, entrando poi nel mito per la sua morte prematura, avvenuta nel 1476 a ventitré anni. Sandro Botticelli si ispirò ai suoi lineamenti nella Nascita di Venere, nella Primavera, nella Pallade e il Centauro, nella Venere e Marte ed in altri dipinti. Anche Piero di Cosimo ne fu un appassionato estimatore, dedicandole il ritratto del Museo Condé. Quando il dipinto entrò in possesso dei Vespucci nel XVI secolo, essi vollero aggiungere quell'iscrizione nella parte inferiore. Ad un'attenta analisi dell'Istituto d'arte di Francia, l'iscrizione si dimostrò posteriore all'esecuzione del quadro, "perché sotto la striscia opaca dell'iscrizione si intravede ancora il rosso del mantello".
I punti di contatto tra la storia di Simonetta con quella di Cleopatra sono numerosi. Infatti come Cleopatra era straniera in terra d'Egitto perché appartenente ad una stirpe macedone, così Simonetta lo era a Firenze, essendo originaria di Genova. A Firenze aveva conosciuto entrambi i fratelli Medici, Lorenzo e Giuliano ed era stata ammirata dal primo ed amata dal secondo. Come Cleopatra quindi era stata amata da due condottieri romani, Giulio Cesare ed Marco Antonio, anche Simonetta era stata amata da due membri della stessa nobile famiglia.

## Descrizione e stile

### Composizione
La giovane donna è effigiata a mezza figura di profilo, voltata verso sinistra e sullo sfondo di un paesaggio aperto, arido a sinistra e rigoglioso a destra. Una nube scura esalta per contrasto il profilo purissimo del volto, dalla carnagione chiarissima. Tradizionalmente viene identificato come un ritratto nelle vesti di Cleopatra, per il seno scoperto e l'aspide attorcigliato al collo con il quale essa morì. Studi più recenti hanno però anche ipotizzato che la donna simboleggi Proserpina, col serpente che simboleggerebbe la speranza di resurrezione in chiave pagana. Un'altra ipotesi è che il ritratto raffiguri la vanità (Vanitas), con il serpente che l'avvolge come simbolo di peccato.
Stupisce la purezza dei lineamenti e la ricchezza dell'acconciatura, elaborata con treccine, nastri e perline. La fronte è altissima, secondo la moda del tempo che prevedeva la rasatura dell'attaccatura dei capelli. Il busto, secondo una tipologia quattrocentesca, è leggermente ruotato verso lo spettatore, in modo da favorire la visuale, ed è avvolto da un panno riccamente ricamato e intarsiato. Sul parapetto dipinto si legge un'iscrizione che imita lettere intagliate, uno stratagemma già usato nell'arte fiamminga sin da Jan van Eyck. Vi si legge: SIMONETTA IANUENSIS VESPUCCIA.

### Significato simbolico
Il ritratto evoca il destino tragico della giovane donna. Nella parte sinistra del dipinto compaiono alberi secchi privi di foglie e nel cielo nubi temporalesche, mentre nella parte destra alberi coperti da foglie ed un cielo azzurro. Quella alle spalle simboleggia la sua vita passata, mentre davanti a lei il futuro verso il quale si sta dirigendo, l'abisso e la morte. Un altro simbolo è avvolto intorno al suo collo, il serpente dell'immortalità un simbolo neoplatonico molto frequente nella Firenze della fine del Quattrocento.